# Невидимый (фильм, 2016)
«Невидимый» (англ. The Unseen) — канадский психологический фильм ужасов режиссёра Джоффа Реднапа, выпущенный в 2016 году.

## Сюжет
Главный герой, Боб Лэнгмор (Аден Янг), борется с загадочной болезнью, связанной с полной потерей пигментации кожи (то есть его тело постепенно становится невидимым). Ему приходится оставить жену Дарлин (Камилль Салливан) и дочь Еву (Джулия Сара Стоун) и уединиться в маленьком городке на севере Британской Колумбии.
Проходит восемь лет. Дарлин звонит Бобу и сообщает, что их дочь стала странно себя вести и он должен принять участие в её воспитании. Герою приходится вернуться в родной город, для того чтобы отыскать дочь. При этом он знакомится с наркодилером Крисби (Бен Коттон), которому он теперь вынужден поставлять различные препараты в обмен на починку собственного автомобиля. Как раз после возвращения в город отца, Ева сбегает из дома.

## В ролях
- Аден Янг — Боб Лэнгмор
- Камилль Салливан — Дарлин Лэнгмор
- Джулия Сара Стоун — Ева Лэнгмор
- Бен Коттон — Крисби
- Макс Чедберн — Амелия
- Юджин Липински — Милтон
- Линда Дарлоу — доктор Амхёрст
- Скотт Листер — Нельсон
- Курт Макс Рунте — Гэри

## Производство
Фильм стал первой полнометражной лентой Джоффа Реднапа.

### Съёмки
Все съёмки проходили в Британской Колумбии, в городах Ванкувер и Келоуна.

### Выпуск
Премьера фильма состоялась 17 июля 2016 на международном кинофестивале «Fantasia» в Канаде.

## Награды и номинации
| Год  | Премия                   | Категория                                     | Кандидат                                         | Результат |
| ---- | ------------------------ | --------------------------------------------- | ------------------------------------------------ | --------- |
| 2016 | Another Hole in the Head | Лучший иностранный фильм                      | «Невидимый»                                      | Победа    |
| 2016 | Премия «Bloodie»         | Лучший полнометражный фильм                   | Джофф Реднап (режиссёр) и Кэти Уикли (сценарист) | Победа    |
| 2016 | Премия «Bloodie»         | Лучший актёр                                  | Аден Янг                                         | Победа    |
| 2016 | Премия «Cthulhie»        | Лучший актёр в полнометражном фильме          | Аден Янг                                         | Победа    |
| 2017 | Премия «VFCC Award»      | Лучшая второстепенная роль в канадском фильме | Джулия Сара Стоун                                | Номинация |

## Критика
Кинокритик Деннис Харви из журнала Variety дал «Невидимому» положительную оценку, написав: «Довольно средний в плане научной фантастики, однако правдоподобно передаёт рассказ о борьбе человека с алкоголизмом и депрессией».